# VI Гран-прі Південної Африки 1960
6-е Гран-прі Південної Африки — автоперегони, які проводились за правилами Формули-Libre та пройшли 1 січня 1960 року в Іст-Лондоні. Гонка тривала 60 кіл і перемогу здобув бельгійський гонщик Поль Фрер, що стало його другою перемогою в перегонах Гран-прі після Гран-прі Фронтирів 1952 року. Стірлінг Мосс фінішував другим і також встановив найшвидше коло гонки. Місцевий пілот Сід ван дер Вивер фінішував на третьому місці.
Ця гонка була першою з двох Гран-прі Південної Африки в 1960 році і наступне 7-е Гран-прі Південної Африки відбулося 27 грудня 1960 року.

## Результати
| Поз.     | № | Пілот             | Конструктор       | Кола | Час/Схід        |
| -------- | - | ----------------- | ----------------- | ---- | --------------- |
| 1        | 2 | Поль Фрер         | Cooper-Climax     | 60   |                 |
| 2        | 7 | Стірлінг Мосс     | Cooper-Borgward   | 60   |                 |
| 3        |   | Сід ван дер Вивер | Cooper-Alfa Romeo | 60   |                 |
| 4        |   | Люсьєн Б'янкі     | Cooper-Climax     | 59   | +1 коло         |
| 5        |   | Дон Філп          | Cooper-Climax     | 59   | +1 коло         |
| 6        |   | Ян Фрейзер-Джонс  | Porsche           | 57   | +3 кола         |
| 7        |   | Джон Лав          | Jaguar            | 57   | +3 кола         |
| 8        |   | Сем Тінгл         | Connaught         | 57   | +3 кола         |
| 9        |   | Дік Гібсон        | Cooper-Climax     | 56   | +4 кола         |
| Схід     |   | Горс Бойден       | Cooper-Porsche    | 29   | Паливний насос  |
| Схід     |   | Кріс Брістоу      | Cooper-Borgward   | 22   | Коробка передач |
| Схід     |   | Алан Корте        | Lotus-Climax      | 19   | Коробка передач |
| Схід     |   | Джиммі Шилд       | Cooper-Climax     | 4    | Двигун          |
| Схід     |   | Брюс Гелфорд      | Cooper-Climax     |      |                 |
| Схід     |   | Тоні Меггс        | Tojeiro-Jaguar    |      |                 |
| Схід     |   | Даґ Серрур'є      | Cooper-Alfa Romeo |      |                 |
| Схід     |   | Білл Дженнінгс    | Dart-Porsche      |      |                 |
| Схід     |   | Р.Т. Гамфріс      | Cooper-Climax     |      |                 |
| Схід     |   | Джон Геннінг      | Austin            |      |                 |
| Схід     |   | Л.Дж. Йоцабш      | Maserati-Corvette |      |                 |
| Схід     |   | Фані Фільйоен     | Ferrari           |      |                 |
| Схід     |   | Гельмут Менцлер   | Lotus-Borgward    |      |                 |
| Схід     |   | Дейв Райт         | Lotus             |      |                 |
| Схід     |   | Ерік Гласбі       | Tojeiro-Bristol   |      |                 |
| Джерело: |   |                   |                   |      |                 |